# Henning Fangauf
Henning Fangauf (* 1954) war von 1996 bis 2018 der stellvertretende Direktor des Kinder- und Jugendtheaterzentrums in der Bundesrepublik Deutschland in Frankfurt am Main, Herausgeber von Büchern mit zeitgenössischen Theaterstücken und Verfasser zahlreicher Beiträge zum Theater.

## Leben
Er studierte Germanistik und Geschichte in Hamburg. Von 1981 bis 1989 war er Dramaturg für Schauspiel an den Theatern in Coburg, Osnabrück und Bremen. Der aktuelle Schwerpunkt seiner Arbeit ist die Förderung der Dramatiker und des internationalen Austausches im Kinder- und Jugendlichtheater. Darüber hinaus veröffentlichte er mehrere Bücher über Schauspiel und Kinder- und Jugendliteratur. Er war Herausgeber der Theater-Bibliothek im Verlag der Heinrichshofen Bucher und gibt im Klett Verlag in der Reihe Taschenbücherei aktuelle Jugendstücke für den Deutschunterricht heraus. Fangauf ist Mitglied des Beirates für die Förderung des Freien Theaters des Landes Hessen und Vorsitzender von ‘Interplay Europe’ e. V., Verein zur Durchführung eines Europäischen Festivals für Junge Dramatiker. Er organisierte die ersten zwei Interplay Europa-Festivals in den Jahren 1995 und 1998 in Deutschland. Für das Goethe-Institut arbeitet Fangauf regelmäßig als Dozent.

## Engagements
- Mitglied der Fachjury für den Kinder- und Jugendtheaterpreis Karfunkel der Stadt Frankfurt am Main von 2008 bis 2015
- 2011 bis 2018 Mitglied im Beirat Theater und Tanz des Goethe-Instituts.

## Werke (Auswahl)
- Reclams Kindertheaterführer: 100 Stücke für eine junge Bühne. Reclam, Stuttgart 1994, ISBN 3-15-010405-X.
- Jugendtheaterstücke: 47 ausgewählte und kommentierte Stücke. Jugendtheaterzentrum in der Bundesrepublik Deutschland, Frankfurt am Main / Berlin 2002, ISBN 3-930759-19-5.
- Die Ära Stoschek: d. Schauspiel am Landestheater Coburg 1945–1949. Pinneberg, 1980
- Kristo Sagor: Der Theaterautor rettet die Welt. Ein Reisebericht vom Internationalen Festival junger Dramatik „Interplay 2001“ in Townsville, Australien. In: Berliner Zeitung. 19. Juli 2001